# 阿野公廉
阿野 公廉（あの きんかど、生没年不詳）は、鎌倉時代の公卿。阿野公仲の子。官位は正四位下・左近衛中将。
後醍醐天皇の寵妃・阿野廉子（新待賢門院）の父に当たり、後村上天皇の外祖父にあたる。

## 系譜
- 父：阿野公仲
- 母：北条資時の娘？
  - 男子：阿野実廉
  - 男子：阿野季継-阿野実村、阿野実為の父。阿野公為、嘉喜門院の祖父
  - 女子：阿野廉子-後醍醐天皇の寵姫。祥子内親王（日本最後の伊勢神宮斎宮）、皇太子恒良親王、義良親王すなわち後村上天皇らの母。従三位。三位内侍、新待賢門院とも。